# Copa Federación 2012
La Copa Federación 2012 fue una supercopa oficial de fútbol, organizada por la Federación Peruana de Fútbol y la Asociación Deportiva de Fútbol Profesional que se jugó en el año 2012. 
Se jugó a partido único el 9 de septiembre de 2012. Se enfrentaron el campeón de la Copa Inca 2011, el José Gálvez, contra el campeón de la Primera División de Perú 2011, el Juan Aurich.

## Partido
| Juan Aurich |  | Bandera del departamento de Ica    |  | Campeón de la Primera División de Perú (2011) |
| José Gálvez |  | Bandera del departamento de Áncash |  | Campeón de la Copa Inca (2011)                |

### Ficha
| 1          | POR        | Daniel Reyes    |     |
| 4          | DEF        | Andrés Salinas  |     |
| 5          | DEF        | Paulo Ramos     |     |
| 6          | DEF        | Marco Ruiz      |     |
| 8          | MED        | Miguel Cevasco  |     |
| 22         | MED        | Ricardo Salcedo |     |
| 17         | MED        | Jhony Obeso     |     |
| 19         | MED        | Jersson Vásquez |     |
| 8          | MED        | Guillermo Hoyos | 31' |
| 25         | MED        | Carlos Barrena  | 71' |
| 10         | DEL        | César Medina    | 86' |
| Entrenador | Entrenador | Javier Arce     |     |

| 12         | POR        | Ignacio Drago   |     |
| 17         | DEF        | Manuel Ugaz     |     |
| 16         | DEF        | Luis Guadalupe  |     |
| 4          | DEF        | Leandro Fleitas |     |
| 8          | DEF        | Nelinho Quina   | 45' |
| 23         | MED        | Jorge Molina    |     |
| 14         | MED        | Jhon Valencia   |     |
| 15         | MED        | Israel Kahn     |     |
| 10         | MED        | Javier Araújo   | 58' |
| 24         | DEL        | Osnar Noronha   | 74' |
| 29         | DEL        | Mauricio Montes |     |
| Entrenador | Entrenador | Franco Navarro  |     |

| 11 | DEL | Junior Aliberti | 31' |
| 15 | MED | Josimar Atoche  | 71' |
| 29 | MED | Junior Aguirre  | 86' |

| 27 | MED | Luis Trujillo  | 45' |
| 20 | DEL | Julio Caicedo  | 58' |
| 30 | MED | Anderson Cueto | 74' |

| Anotado | 44' | Junior Aliberti | 1-0 |

| Amonestado | 64' | Andrés Salinas |
| Amonestado | 91' | Josimar Atoche |

| Expulsado | 78' | Jorge Molina |

| Árbitro:             | Georges Buckley |
| Árbitros asistentes: | Braulio Cornejo |
| Árbitros asistentes: | Oscar Padilla   |
| Cuarto árbitro:      | Richard Sánchez |

| 1          | POR        | Daniel Reyes    |     |
| 4          | DEF        | Andrés Salinas  |     |
| 5          | DEF        | Paulo Ramos     |     |
| 6          | DEF        | Marco Ruiz      |     |
| 8          | MED        | Miguel Cevasco  |     |
| 22         | MED        | Ricardo Salcedo |     |
| 17         | MED        | Jhony Obeso     |     |
| 19         | MED        | Jersson Vásquez |     |
| 8          | MED        | Guillermo Hoyos | 31' |
| 25         | MED        | Carlos Barrena  | 71' |
| 10         | DEL        | César Medina    | 86' |
| Entrenador | Entrenador | Javier Arce     |     |

| 12         | POR        | Ignacio Drago   |     |
| 17         | DEF        | Manuel Ugaz     |     |
| 16         | DEF        | Luis Guadalupe  |     |
| 4          | DEF        | Leandro Fleitas |     |
| 8          | DEF        | Nelinho Quina   | 45' |
| 23         | MED        | Jorge Molina    |     |
| 14         | MED        | Jhon Valencia   |     |
| 15         | MED        | Israel Kahn     |     |
| 10         | MED        | Javier Araújo   | 58' |
| 24         | DEL        | Osnar Noronha   | 74' |
| 29         | DEL        | Mauricio Montes |     |
| Entrenador | Entrenador | Franco Navarro  |     |

| 11 | DEL | Junior Aliberti | 31' |
| 15 | MED | Josimar Atoche  | 71' |
| 29 | MED | Junior Aguirre  | 86' |

| 27 | MED | Luis Trujillo  | 45' |
| 20 | DEL | Julio Caicedo  | 58' |
| 30 | MED | Anderson Cueto | 74' |

| Anotado | 44' | Junior Aliberti | 1-0 |

| Amonestado | 64' | Andrés Salinas |
| Amonestado | 91' | Josimar Atoche |

| Expulsado | 78' | Jorge Molina |

| Árbitro:             | Georges Buckley |
| Árbitros asistentes: | Braulio Cornejo |
| Árbitros asistentes: | Oscar Padilla   |
| Cuarto árbitro:      | Richard Sánchez |

| Campeón Copa Federación 2012 |
| ---------------------------- |
| José Gálvez 1° título        |

| Predecesor: Copa de Campeones del Perú 1919 | Copa Federación 2012 | Sucesor: Supercopa Movistar 2018 |